# موقد اللحام

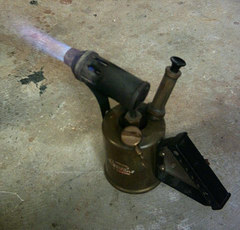
موقد اللحام

موقد اللحام (الجمع: مَوَاقِد الِلحَام) هي آلة حرق وقود تُستخدم لنفاث اللهب، وتُعتبر وسيلة مُسهلة للاشتعال، وهي تُعتبر آلة قديمة جداً ويعود تاريخها إلى القرن السادس عشر ومرت بعدة مراحل متطوّرة، وأما الشكل الحالي فيُستخدم فيه الغاز، وله استخدامات كثيرة، مثل اشعال النار وتليين الطلاء ومكافحة الأعشاب الضارة، وإذابة الجليد المتعلق في الأرصفة وقت الشتاء، وكذلك يُستخدم في الطبخ.

## معرض صور

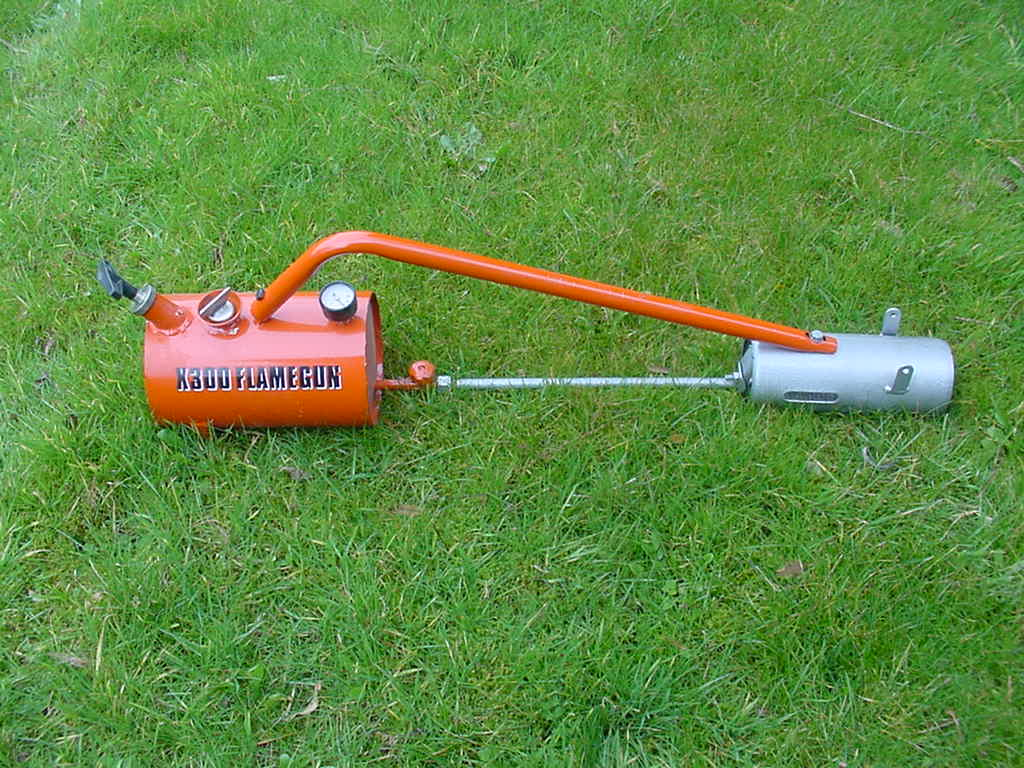
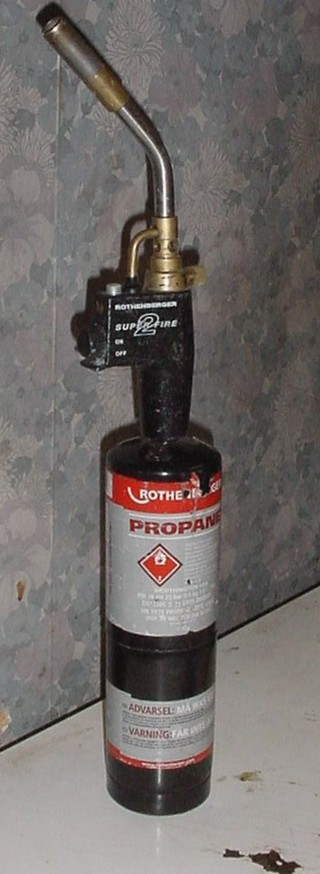
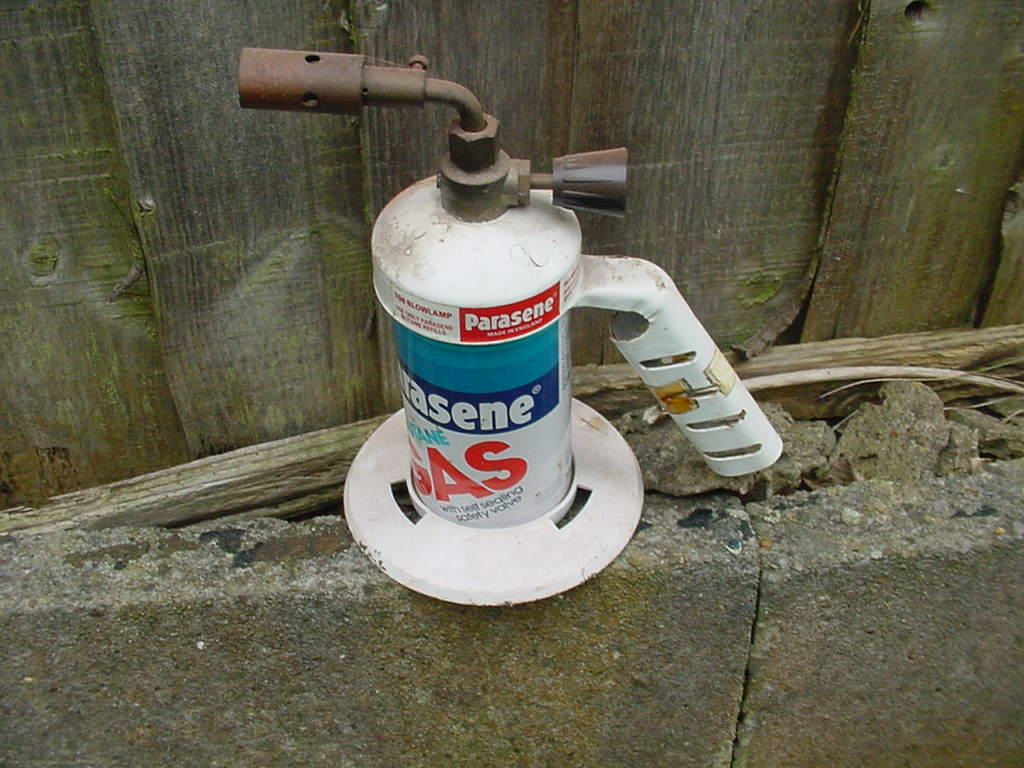
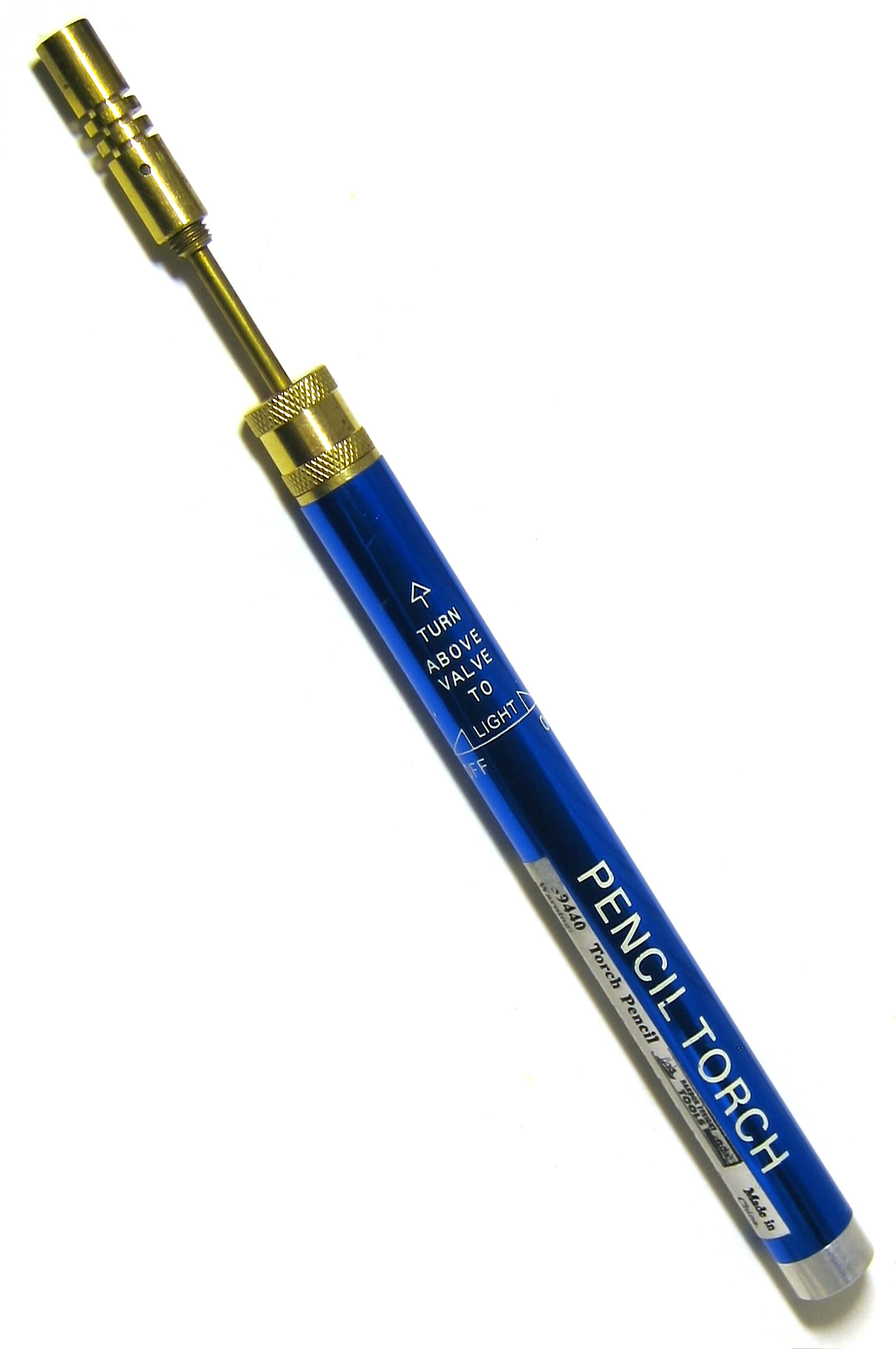
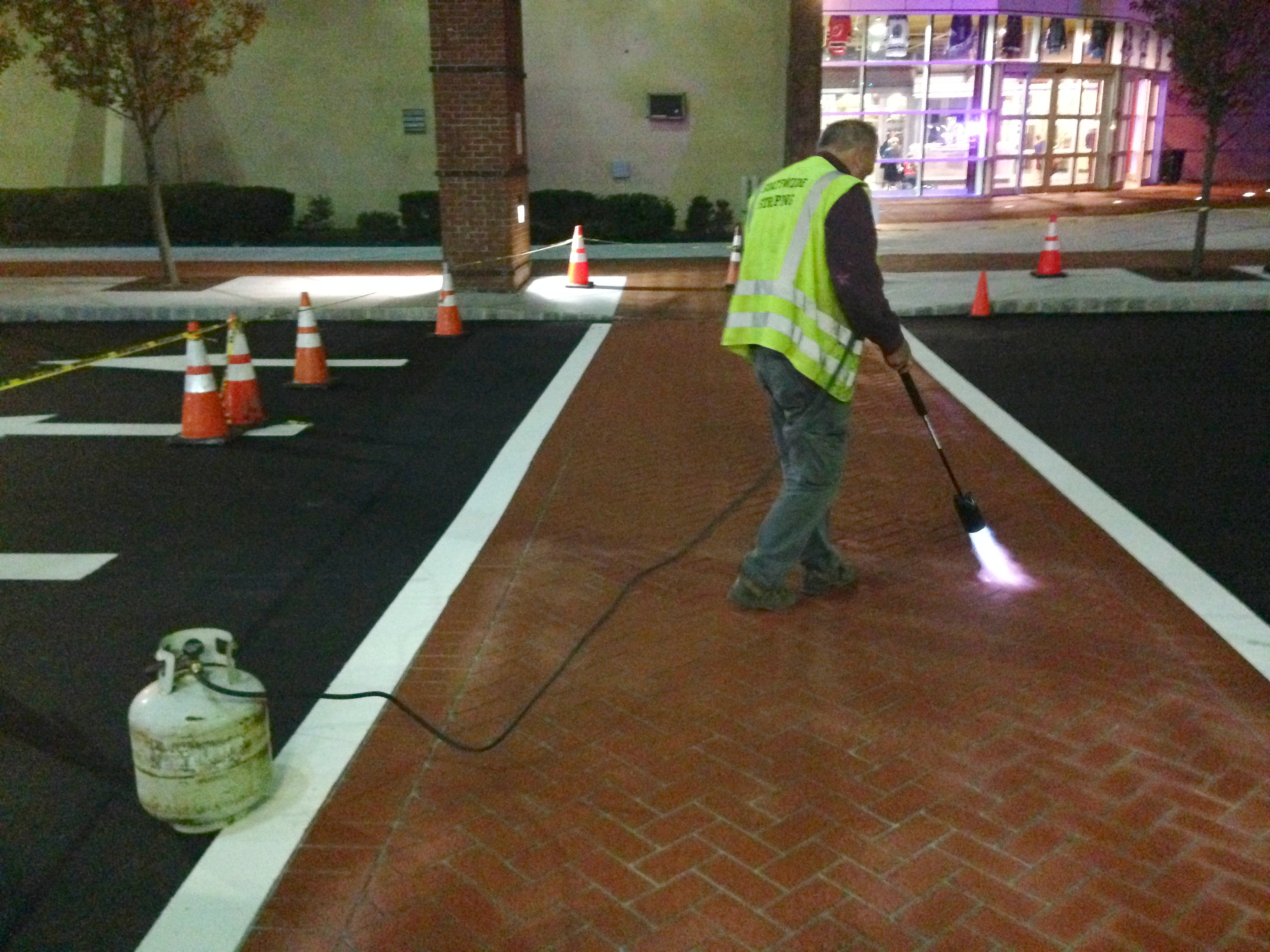